# Iwan Hukau
Iwan Markieławicz Hukau (biał. Іван Маркелавіч Гукаў, ros. Иван Маркелович Гуков, Iwan Markiełowicz Gukow) – białoruski polityk, deputowany do Rady Najwyższej Republiki Białorusi XIII kadencji, w latach 1996–2000 deputowany do Izby Reprezentantów Zgromadzenia Narodowego Republiki Białorusi I kadencji.

## Życiorys
W 1995 roku mieszkał w Mohylewie, pracował jako kierownik Działu Kadr Mohylewskich Zakładów Samochodowych, był członkiem Partii Komunistów Białoruskiej. W drugiej turze wyborów parlamentarnych 28 maja 1995 roku został wybrany na deputowanego do Rady Najwyższej Republiki Białorusi XIII kadencji z mohylewskiego-kirowskiego okręgu wyborczego nr 151. 9 stycznia 1996 roku został zaprzysiężony na deputowanego. Od 23 stycznia pełnił w Radzie Najwyższej funkcję członka, a potem sekretarza Stałej Komisji ds. Polityki Socjalnej i Pracy. Należał do frakcji komunistów. 1 kwietnia został przewodniczącym stałej delegacji Rady do Zgromadzenia Północnoatlantyckiego. Poparł dokonaną przez prezydenta Alaksandra Łukaszenkę kontrowersyjną i częściowo nieuznaną międzynarodowo zmianę konstytucji. 27 listopada 1996 roku przestał uczestniczyć w pracach Rady Najwyższej i wszedł w skład utworzonej przez prezydenta Izby Reprezentantów Zgromadzenia Narodowego Republiki Białorusi I kadencji. Zgodnie z Konstytucją Białorusi z 1994 roku jego mandat deputowanego do Rady Najwyższej zakończył się 9 stycznia 2001 roku; kolejne wybory do tego organu jednak nigdy się nie odbyły.